# Changuion

Familiewapen van François Daniël Changuion en zijn nageslacht.

De familie Changuion is een familie van Franse oorsprong met takken in Nederland, Frankrijk en Zuid-Afrika. Met wortels die teruggaan tot ten minste de 16e eeuw – en eerdere vermeldingen die terugreiken tot de 15e eeuw – staat de familie bekend om haar bijdragen aan de uitgeverij, diplomatie, onderwijs, bestuur, religie en de kunsten. Oorspronkelijk hugenoten uit de Champagnestreek, vluchtten leden van de familie in de 17e eeuw voor religieuze vervolging en vestigden zich in protestantse gebieden zoals Nederland en Duitsland. Een lid van de familie, François Daniël Changuion, werd in 1815 in de Nederlandse adel verheven vanwege zijn rol in de oprichting van het Koninkrijk der Nederlanden. Tegenwoordig wonen afstammelingen van de familie verspreid over Europa, Zuidelijk Afrika, de Verenigde Staten, het Verenigd Koninkrijk, Australië, Nieuw-Zeeland en daarbuiten. 

## Geschiedenis

### Oorsprong in Frankrijk
De achternaam "Changuion" (uitspraak: ʃɑ̃ɡɥijɔ̃) vindt mogelijk haar oorsprong in de gemeente Champguyon een dorp in de Brie-regio van Champagne, Frankrijk. Historische documenten tonen aan dat de naam van het dorp door de eeuwen heen geëvolueerd is, met gedocumenteerde vormen zoals Campus Guidonis (1161), Champ-Guidonis, Cham-Guion (1252), Changuon (eind 13e eeuw), Champguion (1395) en Changuyon (1804), wat een taalkundige ontwikkeling weerspiegelt die mogelijk ook ten grondslag ligt aan de familienaam.
De vroegst bekende vermeldingen van de achternaam zelf dateren uit 1416, toen een Professor François Changuion vermeld werd als docent anatomie aan de Universiteit van Parijs. Er zijn ook verwijzingen naar leden van de familie Changuion die in het begin van de 16e eeuw in Toulouse woonden. Hoewel deze personen niet direct verbonden zijn met de gedocumenteerde familielijn, getuigen zij van de langdurige aanwezigheid van de familienaam in Frankrijk.
Een van de eerste historisch traceerbare leden van de familie verschijnt in 1562, tijdens het bloedbad van Wassy, een stad in de voormalige Franse provincie Champagne. Pierre Changuion wordt genoemd als een van de protestantse (Hugenoten) kerkgangers die aangevallen werden door rooms-katholieke troepen.
In de decennia na deze gebeurtenis verhuisden sommige familieleden van Pierre naar Vitry-le-François. Als leden van de bourgeoisie verlieten velen Frankrijk rond de herroeping van het Edict van Nantes in 1685, vanwege de daaropvolgende religieuze vervolgingen, en vestigden zich in naburige protestantse landen. Tegenwoordig wonen er nog steeds leden van de familie Changuion in de regio van Frankrijk waar de familie oorspronkelijk vandaan komt.

### Migratie en vestiging in Nederland
Een van de Nederlandse takken van de familie kwam voort uit een zoon van Pierre Changuion uit Wassy. Deze tak vestigde zich in Leiden in Nederland nadat ze Wassy in 1686 had verlaten en raakte betrokken bij de textielindustrie. Deze tak van de familie zou uiteindelijk de advocaat, schrijver en administrateur Pierre-Jean Changuion (1763-1820) voortbrengen, die in 1804 als gouverneur van Curaçao en Onderhorigheden werd aangesteld. In de negentiende eeuw stierf deze tak in mannelijke lijn uit.
Een andere Nederlandse tak van de familie Changuion, waaruit ook de Zuid-Afrikaanse tak voortkomt, stamde af van een zoon van de bovengenoemde Pierre Changuion, ook wel Pierre de jongere genoemd, die in 1634 in Wassy werd begraven. Een kleinzoon van laatstgenoemde Pierre, genaamd Daniel Changuion, werd geboren in Wassy in 1630 en vestigde zich in Vitry-le-Francois, waar hij koopman was. Na de herroeping van het Edict van Nantes in 1685 vestigde Daniel Changuion zich in Halle (Saale) in Duitsland met zijn zoon Jean, die rond 1660 in Vitry was geboren. Een zoon van Jean Changuion, genaamd François (1694-1777) werd gedoopt in Frankfurt (Oder) in 1694 en verhuisde omstreeks 1717 naar Amsterdam waar hij poorter en boekverkoper was. In 1724 richtte Francois een drukkerij op, die zeer succesvol zou worden.

#### Verheffing tot adel en controverse
Een van François' kleinzonen, François Daniël Changuion (1766-1850), werd op 16 september 1815 in de Nederlandse adelstand verheven vanwege zijn rol als secretaris van de voorlopige regering van Nederland (het Driemanschap onder Van Hogendorp) in 1813. Als zodanig wordt hij beschouwd als een van de grondvesters van het Koninkrijk der Nederlanden. Zijn verheffing tot de adel verleende hem en zijn nakomelingen het recht om het predicaat jonkheer en jonkvrouw te voeren. Als lid van de adel kreeg hij het recht om een kroon in het helmteken van zijn familiewapen te voeren.
In 1823 werd hij bij verstek veroordeeld wegens een vermogensmisdrijf. Twee jaar later, in 1825, werd in Nederland de eerste lijst samengesteld van personen behorende tot de adel. Alleen de kinderen van F.D. Changuion die vóór 27 februari 1823 (de datum van zijn veroordeling) waren geboren, en niet hijzelf, werden op deze lijst vermeld. Deze kinderen bleven deel uitmaken van de adel en konden deze status doorgeven aan hun nakomelingen. Dit is ook het offisiële standpunt van de overheid in Nederland.
Juridisch geleerde Briët betoogde in 2019 ook dat F.D. Changuion niet zou zijn ontadeld. Er is nooit een aan hem gericht besluit genomen, inhoudende, dat zijn adeldom zou zijn vervallen. Bovendien stelde hij dat royement niet berust op enige wettelijke regeling of andere rechtsgrond. Desalniettemin wordt deze mening van Briët niet door iedereen gedeeld; F.D. Changuion werd na 1825 in het algemeen geacht niet meer tot de Nederlandse adel te behoren.

### Uitbreiding naar Zuid-Afrika
Een van François Daniëls zonen, Antoine Changuion (1803-1881), verhuisde in 1831 naar Kaapstad, Zuid-Afrika om een professoraat te aanvaarden aan het Zuid-Afrikaanse Athenaeum (opgericht in 1829, later bekend als het South African College en tegenwoordig als de Universiteit van Kaapstad). Hij had negen kinderen en hieruit stamt een uitgebreid nageslacht, waarvan sommige leden tot de Nederlandse adel behoren.
Uit Antoine ontsproten twee belangrijke takken van de familie in Zuid-Afrika: één via zijn zoon Louis Annes Changuion (1840–1910), van wie alle Zuid-Afrikaanse Changuions tegenwoordig afstammen en die de adellijke lijn voortzetten; en een andere via zijn zoon Abraham Arnoldus Faure Changuion (1835–1877), de stamvader van de familie Chanquin.
Abraham ging een verbintenis aan met een vrouw genaamd Maggie, die van Maleis-Portugese afkomst was. Hoewel de precieze aard van hun relatie onduidelijk blijft, vond deze plaats in een tijd waarin gemengde huwelijken in de Kaap, hoewel niet onwettig, vaak werden ontmoedigd binnen de koloniale en adellijke Europese samenleving. Er wordt aangenomen dat hun nakomelingen later de achternaam Chanquin aannamen, mogelijk als reactie op sociale druk of als een daad van zelfdefiniëring.

## Wapen
Het familiewapen wordt beschreven als: in blauw, een morenkop van natuurlijke kleur, vergezeld boven van twee gouden vlammende sterren en beneden van een zilveren wassenaar. Voor de adellijke tak: een halfaanziende helm met een kroon van drie bladeren en twee parels. Dekkleden: blauw, gevoerd met goud. Helmteken: een ster uit het schild. De voorouderlijke wapenspreuk: Zèlé pour la Foi et le Roi ("IJver voor het geloof en de koning") in zwarte letters op een wit lint.
Volgens een eeuwenoude familietraditie werden de vluchtende Changuions tijdens de godsdienstvervolging verborgen door moslims. Een andere bron stelt dat de morenkop mogelijk afkomstig is uit de tijd van de kruistochten. Hoe dan ook, als uiting van dankbaarheid werd een morenkop (een gevestigd heraldisch symbool dat historisch met moslims wordt geassocieerd) aan het familiewapen toegevoegd.

## Enkele telgen
- François Changuion (1694-1777),[22] poorter, boekverkoper en drukker te Amsterdam.
  - François Changuion (1727-na 1776), raad in het hof van politie en justitie te Essequebo (kolonie), president van de weeskamer aldaar, kommandeur van Essequebo, kleinburger van Deventer.[23][24]
    - jhr. dr. François Daniël Changuion (1766-1850), lid van de vroedschap en schepen van Leiden, secretaris van de provisionele regering in 1813 (het driemanschap onder Van Hogendorp), commissaris-generaal bij de Britse troepen, gezant naar de Verenigde Staten van Amerika, verheven in de Nederlandse adel in 1815, niet vermeld op de adelslijst 1825.[20][23]
      - jhr. François Daniel Changuion (1801-1834), stierf in Odessa terwijl hij in Russische dienst was.[25]
      - jkvr. Louise Anne Changuion (1802-1872),[26] na de dood van haar beide ouders voegde ze zich bij haar broer A.N.E. Changuion in Kaapstad. Ze keerde in 1865 met hem, zijn vrouw en twee dochters terug naar Europa.
      - prof. jhr. dr. Antoine Nicolas Ernest Changuion (1803-1881), hoogleraar te Kaapstad, publicist op theologisch en literair gebied.[27][15]
        - jhr. Francois Daniel Changuion (1833-1877), vertaler en schoolhoofd.
        - jhr. Abraham Arnoldus Faure Changuion (1835-1877),[26] voorvader van de Chanquins van Zuid-Afrika.
        - jkvr. Susanna Magdalena Changuion (1836-1873), echtgenote van dr. Jan Willem Gerbrand van Oordt (1826-1904) van Leiden.
        - jhr. Louis Annes Changuion (1840-1910),[28] landmeter in Robertson en voorvader van de Changuions van Zuid-Afrika.
          - jhr. Antoine Nicolas Ernest Changuion (1865-1945), bouwkundige en eigenaar aannemerbedrijf.
          - jkvr. Anne Eliza Changuion (1869-1971), officier van het Leger des Heils, sloot zich aan bij het werk van het Leger des Heils in Zuid-Afrika en werd bevorder tot Kapitein Anne Changuion vóór haar huwelijk in 1897. Samen met haad echtgenoot, John Cunningham (1870–1950) - commissaris en territoriaal commandant van het Leger des Heils in Zuid-Afrika, en Nieuw-Zeeland en plaatsvervangend leider in Nederland[29][30] - diende zij in Zuid-Afrika, Nieuw-Zeeland, Nederland, Java en de West-Indië. Zij vervulde een ondersteunende rol in internationale zendings- en humanitaire arbeid, waaronder de oprichting van leprakolonies en kinderbedieningen, en bereikte de leeftijd van 102 jaar.
          - jhr. Francois Daniel Changuion (1874-1955), onderwijzer.
          - jhr. Louis John Stanley Changuion (1875-1960), eigenaar aannemersbedrijf en landbouwer.
            - jkvr. Marie-Louise Changuion (1905), moeder van Zuid-Afrikaans-Namibische beeldend kunstenaar Hilda Edith Wasserfall (1930).
            - jhr. Louis Annis Changuion (1910-1964), eigenaar aannemersbedrijf en landbouwer.
              - jkvr Susanna Loraine Changuion (1938-2003), filiaalbestuurder.
              - jkvr Hilda Edith Changuion (1940-1973), zakenvrouw.
              - jkvr Mirra Louise Changuion (1942-), verpleegkundige en hoofdverpleegkundige van een ziekenhuis, die later diende als senior bestuurder in het Transvaalse Provinciale Gezondheidsdienst, waar zij bijdroeg aan het beheer en de ontwikkeling van de openbare gezondheidszorg in Zuid-Afrika.
              - jhr. Louis John Stanley Changuion (1944-2024[31]) Kolonel, landbouwer en zakenman, die van 1980 tot 1985 diende als commandant van de Pongola Commando (een militaire reserviseenheid). Hij vervolgde zijn militaire loopbaan als luitenant-kolonel in de Zuid-Afrikaanse Nationale Weermacht van 1985 tot 2002 en bekleedde daarna de rang van kolonel in de Zuid-Afrikaanse Politiedienst.
              - jkvr. Alinda Magdalena Changuion (1946-), zakenvrouw en verzekeringsmakelaar.
              - jhr. Thomas Ferreira Changuion (1948-2016), landbouwer en zakenman die diende als voorzitter van de gemeenteraad van Pongola en van het lokale gezondheidscomité, en zo bijdroeg aan het gemeentelijk bestuur en toezicht op de volksgezondheid.

            - jhr. Frederick Johannes Abram Changuion (1913-1976), landbouwer en motorwerktuigkundige.
              - jhr. dr. Louis John Stanley Changuion (1940-), hoogleraar geschiedenis aan de Universiteit van de Noorde, en gepubliceerd auteur, bekend om zijn wetenschappelijke werk over de Zuid-Afrikaanse geschiedenis en als schrijver van Die familie Changuion van Suid‑Afrika, een uitgebreide geschiedenis van de familie Changuion.

            - jhr. Antoine Nicolaas Ernest Changuion (1914-1979), makelaar in agrarisch vastgoed.[18][32]

          - jhr. Abraham Arnoldus Faure Changuion (1878-1970), vernikkelaar.
            - jhr. Laurent Changuion (1914-1984), oprichterslid van de Krugersdorp Pentecostal Holiness Church.
              - jhr. René Changuion, evangelist en oprichter van de Christian Motorcyclists Association (CMA) van Zuid-Afrika.[33] Hij is ook uitvoerend hoofd en oprichter van God’s Workshop Projects, een geloofsgebaseerde organisatie die betrokken is bij gemeenschapsontwikkeling en outreach-initiatieven.[34]

            - jhr. Paul Luther Changuion (1918–2005), hoofdinkoper voor de RST-groep in Zambia.
              - jhr. Paul Changuion (1945–), bekende fotograaf en auteur van diverse fotografische monografieën.[35]

        - jhr. Laurent Ernest Changuion, onderwijzer.
        - jhr. Jean Pierre Edouard Faure Changuion (1844-1910), secretaris uitvoerende raad Oranje Vrijstaat, lid volksraad Zuid-Afrikaansche Republiek, landbouwer.[18]
        - jkvr. Henrietta Wilhelmina Changuion (1847-1918), echtgenote van Gustav Franz Ludwig Benno Schwabe (1841-1907) van Basel.

      - jhr. Laurent Jonathan Changuion (1805-1851), stierf in Arnhem op 12 april 1851 - verdronken in de Rijn.[36]
- dr. Pierre Changuion (1700-1758),[37] raadsheer van Brabant en van Overmaas, in 1741 benoemd tot opperrechter van het feodale hof van Brabant.
  - dr. Paul Changuion (1733-1804),[38] raadslid en later gemeentesecretaris van Vlissingen, in 1774 benoemd tot gemeentesecretaris van Middelburg.
    - dr. Pierre-Jean Changuion (1763-1820), secretaris van het hof van Holland tot 1795, toen lid van het hof van den Bosch en Breda. Van 1804 tot 1807 was hij gouverneur van Curaçao en Onderhorigheden, dat in dat jaar door Groot-Brittannië werd ingenomen; terug in Nederland ter dood veroordeeld voor het verlies van Curaçao, maar het vonnis werd teruggedraaid door Lodewijk Napoleon. In 1814 werd hij door Willem I in ere hersteld en benoemd tot griffier van de rechtbank van Goes, en in 1816 benoemd tot wethouder-fiscaal in de politieke raad in Suriname en in 1817 secretaris van dit raad.[39]